# 키라 코르피
키라 린다 카트리나 코르피(핀란드어: Kiira Linda Katriina Korpi, 1988년 9월 26일~)는 핀란드의 전직 여자 싱글 피겨 스케이팅 선수이다.
핀란드 탐페레에서 태어났다. 부친 라우노 코르피는 아이스하키 선수 출신 지도자로, 1998년 동계 올림픽 여자 대표팀을 이끌어 동메달을 딴 바 있다. 키라 코르피는 2005년 핀란드 선수권에서 2위를 하여 유럽 선수권 대회에도 출전했고 2006년 동계 올림픽에 참가하여 16위를 기록했다. 2007년 유럽 선수권에서 동메달을 땄다. 핀란드 선수권에서 2008년 라우라 레피스퇴에 이어 핀란드 선수권에서 2위를 했고, 2009년 레피스퇴를 제치고 우승했다. 2009년~2010년 시즌에는 그랑프리 시리즈인 컵 오브 차이나에서 2위에 올랐고, 핀란드 선수권에서 레피스퇴에 이어 다시 2위에 올라 2010년 동계 올림픽 참가 자격을 얻어 동계 올림픽에서 11위에 올랐다.
키라 코르피는 영화배우 출신의 모나코 왕비 그레이스 켈리를 닮은 외모로 이미 핀란드 내에서 인기를 모으고 있었고, 대한민국에도 2009년 10월 그랑프리 시리즈인 에릭 봉파르 대회 때 그의 미모가 알려지면서 주목을 받아 많은 팬이 생겼다. 2010년 4월, 대한민국에서 열린 아이스쇼에 참가한 직후 프로야구 두산 베어스와 SK 와이번스 경기에 초대되어 시구를 하기도 했다.